# Heinrich Wolfer (Industrieller)
Leo Heinrich Wolfer (* 19. Juli 1882 in Thalwil; † 26. November 1969 in Winterthur) war ein Schweizer Industrieller, Kunstsammler und Mäzen.

## Leben
Wolfer wurde als Sohn eines Fabrikanten und von dessen Frau Julie geboren. 1908 heiratete er eine Tochter des Fabrikanten Jakob Sulzer. Von 1901 bis 1905 studierte er Rechtswissenschaften in Zürich und Leipzig und wurde zum Dr. iur. promoviert.
Von 1906 bis 1910 arbeitete er als Substitut und dann als Gerichtsschreiber am Bezirksgericht Winterthur. 1910 trat er in die Firma Gebrüder Sulzer in Winterthur ein. 1914 wurde er Mitglied der Direktion und betreute das Generalsekretariat. Ab 1917 war er Vorsitzender der geschäftsleitenden Delegation und von 1935 bis 1959 Vizepräsident und Delegierter des Verwaltungsrats der Sulzer AG. In dieser Zeit lehnte er Rüstungsaufträge des Dritten Reiches ab. 1963 trat er in den Ruhestand.
Von 1920 bis 1922 war er als Freisinniger Mitglied des Kantonsrats Zürich. Von 1939 bis 1946 war er Präsident des Vereins Schweizerischer Maschinenindustrieller, von 1941 bis 1957 Verwaltungsratsmitglied der Schweizerischen Kreditanstalt und von 1942 bis 1947 Mitglied der Chambre suisse du Commerce. Er war zudem Oberst und von 1919 bis 1925 Kommandant des Gebirgsinfanterieregiments 37.
1949 begann er mit dem Aufbau einer Kunstsammlung mit dem Schwerpunkt französische Malerei des 19. Jahrhunderts («Schlüsselwerke des Impressionismus und der klassischen Moderne»). Diese kam später als Vermächtnis in das Kunstmuseum Winterthur.